# Union Touarga
O Union de Touarga (em árabe:  الاتحاد الرياضي التوركي), comumente abreviado como UTS é um clube marroquino de futebol fundado em 1969 e com sede na cidade de Touarga, subúrbio de Rabat.

## História
O clube foi fundado em 1969. Esteve na elite marroquina em 5 oportunidades: 80-81, 82-83, 86-87, 04-05 e 05-06.